# Chorisoblatta reducta
Chorisoblatta reducta är en kackerlacksart som beskrevs av Karlis Princis 1963. Chorisoblatta reducta ingår i släktet Chorisoblatta och familjen småkackerlackor. Inga underarter finns listade i Catalogue of Life.